# Programa d'observació de diagnòstic d'autisme
El programa d'observació de diagnòstic d'autisme (en anglès, Autism Diagnostic Observation Schedule, ADOS) és un instrument per al diagnòstic i l'avaluació de l'autisme. El protocol consisteix en una sèrie de tasques estructurades i semiestructurades que impliquen la interacció social entre l'examinador i la persona en situació d'avaluació. L'examinador observa i identifica segments del comportament del subjecte i els assigna a «categories observacionals» predeterminades. Les observacions categoritzades es combinen posteriorment per produir puntuacions quantitatives per a l'anàlisi. Recerques determinades per uns límits identifiquen el diagnòstic potencial de trastorns d'autisme clàssic o trastorns relacionats amb l'espectre autista, permetent una avaluació estandarditzada dels símptomes de l'autisme.
L'entrevista diagnòstica d'autisme revisada (Autism Diagnostic Interview-Revised, ADI-R), un instrument acompanyant, és una entrevista estructurada realitzada amb els pares de la persona avaluada i cobreix la història completa del desenvolupament del subjecte.

## Història
El programa d'observació de diagnòstic d'autisme va ser creat per Catherine Lord (Ph.D), Michael Rutter (M.D, FRS), Pamela C. DiLavore (Ph.D) i Susan Risi (Ph.D) el 1989. Es va fer comercialment disponible el 2001 a través del WPS (Western Psychological Services).

## Mètode
L'ADOS es compon d'una sèrie de tasques estructurades i semiestructurades, i generalment es triga de 30 a 60 minuts a administrar. Durant aquest temps, l'examinador ofereix una sèrie d'oportunitats perquè el subjecte mostri comportaments socials i de comunicació rellevants per al diagnòstic de l'autisme. L'examinador observa i identifica segments del comportament del subjecte i els assigna a categories observacionals predeterminades. Les observacions categoritzades es combinen posteriorment per produir puntuacions quantitatives per a l'anàlisi. Recerques determinades per uns límits identifiquen el diagnòstic potencial de trastorns d'autisme clàssic o trastorns relacionats amb l'espectre autista, permetent una avaluació estandarditzada dels símptomes de l'autisme.
Cada subjecte administra activitats a partir d'un dels quatre mòduls existents. La selecció d'un mòdul adequat es basa en el nivell de desenvolupament i parla de l'individu referit. L'únic nivell de desenvolupament no servit per l'ADOS és que per a adolescents i adults no verbals. L'ADOS no s'ha de fer servir per al diagnòstic formal amb individus cecs, sords o altres persones greument afectades per trastorns sensorials o motors, com ara la paràlisi cerebral o la distròfia muscular.
L'entrevista diagnòstica d'autisme revisada (ADI-R), un instrument acompanyant, és una entrevista estructurada realitzada amb els pares del referit individu i cobreix la història completa del desenvolupament del subjecte.

## Mòduls
- El mòdul 1 s'utilitza amb nens que utilitzen poques o cap frase o parla.
- El mòdul 2 s'utilitza amb subjectes que utilitzen frases o parla però sense fluïdesa.

Atès que aquests mòduls requereixen que el subjecte es mogui per la sala, la possibilitat de caminar es pren generalment com un requisit mínim de desenvolupament per utilitzar l'instrument en el seu conjunt.
- El mòdul 3 és per a subjectes molt joves que tenen fluïdesa verbal
- El mòdul 4 s'utilitza amb adolescents i adults amb fluïdesa verbal.

Alguns exemples dels mòduls 1 o 2 inclouen respondre al nom, al somriure social i al joc lliure o amb bombolles. Els mòduls 3 o 4 poden incloure el joc i la comunicació recíprocs, l'exhibició d'empatia o comentaris sobre les emocions dels altres.

## Revisió
Una revisió, el Programa d'observació de diagnòstic d'autisme, segona edició (ADOS-2), va ser llançat per WPS al maig de 2012. Inclou normes actualitzades, algorismes millorats per als mòduls 1, 2 i 3, i un nou mòdul infantil que facilita l'avaluació en nens de 12 a 30 mesos d'edat.

## Formació
Hi ha diverses organitzacions que ofereixen formació ADOS-2.
La WPS ofereix un taller clínic ADOS-2 per a professionals que no coneixen l'ADOS-2. Ofereix als assistents l'oportunitat d'observar un instructor que administra l'ADOS-2 a un nen amb ASD. Durant l'administració els assistents practiquen puntuacions. El taller se centra principalment en els mòduls 1, 2, 3 i 4, tot i que els assistents reben materials per estudiar més tard per completar la formació en el mòdul infantil. El taller clínic ofert a través del WPS és un requisit previ per a la formació de recerca més exhaustiva que ofereixen els autors ADOS-2 i els seus col·legues.
La formació de recerca inclou exercicis per establir la precisió de codificació d'elements a un criteri específic, i està dissenyat per ajudar els individus a assolir una alta fiabilitat en publicacions d'investigació. El CADB també ofereix altres oportunitats de formació, com ara tallers d'un dia centrats únicament en l'aprenentatge del mòdul infantil (per a investigadors i clínics que ja estan capacitats en els mòduls 1-4 de l'ADOS o ADOS-2).